# Богати Ричи (филм)
Богати Ричи (енгл. Richie Rich) амерички је хумористички филм из 1994. године, редитеља Доналда Питрија и темељен на истоименом лику Алфреда Харвија и Ворена Кремера. Филм је дистрибуирао Warner Bros., под својом кућом, Warner Bros. Family Entertainment. Главне улоге глуме Маколи Калкин (у свом последњем филму као дечји глумац, док није почео да ради као одрасли глумац 2003), Џон Ларокет, Едвард Херман, Џонатан Хајд и Кристина Еберсоле, док се у камео улогама појављују Реџи Џексон, Клаудија Шифер и Бен Стајн. Млађи брат Калкина, Рори Калкин, глумио је младог Ричија Рича. У биоскопима, филм је приказан са цртаћем Пере Којота и Птице Тркачице, а прати га direct-to-video наставак Богати Ричи 2: Божићна жеља из 1998. године.

## Радња
Ричи Рич је најбогатији дечак на свету, син милијардерског бизнисмена и филантропа, Ричарда Рича. Ричи има само свог оданог батлера, Херберта Кедберија, као пратиоца, а недостају му пријатељи његових година. На посвећењу поновном отварању United Tool-а, Ричи наилази на групу клинаца који играју бејзбол. Нажалост, пре него што је успео да разговара са њима, престроги шеф обезбеђења, Фергусон, зауставља Ричија и грубо га одвлачи.
У међувремену, похлепни финансијски директор Rich Industries-а, Лоренс ван Доу, планира да украде богатство Рича, за које се верује да је похрањено у сефу породице Рич. Ван Доу, уз помоћ Фергусона, планира да дигне у ваздух авион који превози породицу Рич у Енглеску.
Након неуспелог Ричијевог покушаја да се спријатељи са осталом децом децом, Кедбери даје предлог Ричијевој мајци, Реџини, и организује да Ричи остане код куће у Чикагу за викенд забаве са децом коју је упознао.
Током путовања авионом у Енглеску, бомба коју је ван Доу наредио да се постави, случајно је откривена међу многим поклонима које намеравају да испоруче краљици. Када схвати шта је то, Ричард је баци кроз прозор, али бомба детонира док је још увек у близини авиона, уништавајући део репа, шаљући Billion Dollar One у океан. Ричард и Реџина преживљавају и плутају на сплаву за спасавање. Иако је у почетку био узнемирен што Ричи није био у авиону, ван Доу се не узнемирава и, верујући да су Ричијеви родитељи мртви, преузима вођство корпорације Рич и наставља да смањује бројне добротворне прилоге по којима је породица Рич била позната. Ово укључује затварање недавно поново отворене фабрике United Tool, на коју су се родитељи деце коју је Ричи упознао ослањали на приходе. Ово разбесне Ричија, па уз охрабрење и помоћ Кедберија, он одлази у седиште предузећа и, као живи члан породице Рич, преузима лидерску позицију.
Мешутим, Ван Доу ово сматра мањим неуспехом: пошто је Ричи још увек малолетан, његова способност да води посао ограничена је овлашћењима која му је дао неко ко му је то могао дати – Кедбери. Да би то исправио, Кедберију је подметнуто за очигледно убиство породице Рич када су делови бомбе пронађени у његовој соби, а већина осталих лојалних слугу породице Рич је масовно отпуштена наредбом ван Доуа. Како би осигурао да некако не буде пуштен, ван Доу планира да Кедбери буде убијен у затвору и да то изгледа као самоубиство. Док професор Кинбин прислушкује њихов разговор, он успева да искраде Ричија и спроведе успешан план да помогне Кедберију да побегне из затвора баш у тренутку када гломазни убица стиже да убије Кедберија, Кедбери уепева да нокаутира убицу. Кедбери и Ричи се затим крећу до Глоријине куће, где Дајана брине о Кедберију, а Ричи користи Глоријин рачунар да хакује главни рачунар Дадлинка на имању Ричових.
За то време, ван Доу сазнаје за Кедберијево бекство и, уз Фергусонову помоћ, суочава се са Кинбином где он изјављује да Ричард и Реџина гласом активирају браву породичног сефа Ричових. Ричард успева да пошаље шифру за помоћ на свом поправљеном Дадлинку, али Фергусон је пресрео сигнал, који искључује Ричијев модем са телефонске линије, а затим обавештава ван Доуа да су Ричијеви родитељи живи.
Ван Доу је на крају одведен до Маунт Рашмора, џиновске скулптуре на обронцима планине са главама три члана породице Рич, где се налази сеф. Тамо је бесан када види да се у сефу чувају најдрагоценија сећања породице Рич и успомене — али ништа што има праву новчану вредност. Очајнички желећи да добије новац, покушава да упуца Ричарда и Реџину, али се Ричи појавио у тренутку и умешао, док ван Доу пуца у њега, али се меци показују безопасним захваљујући једном од Кинбинових изума. Породица Рич успева да побегне и иду низ планину, али их са даљине напада Фергусон ласером за уништаваље камена. После кратке борбе, Кедбери коначно успева да разоружа Фергусона и ван Доу је отпуштен.
Неколико дана касније, Ричи игра бејзбол са својим новим пријатељима за тим United Tool у дворишту имања Ричових, са Кедберијем као тренером тима. Погодио је хоумран, што је покупио ван Доу, који се бави баштованством са Фергусоном као део њиховог радног ослобађања, и након тога баци бејзбол лопту у фонтану. Ричард и Реџина блажено говоре да је Ричи сада заиста најбогатији дечак на свету, јер је пронашао једну ствар коју новац не може да купи: пријатеље.

## Улоге
| Глумац            | Улога               |
| ----------------- | ------------------- |
| Маколи Калкин     | Ричи Рич            |
| Џон Ларокет       | Лоренс ван Доу      |
| Едвард Херман     | Ричард Рич          |
| Кристина Еберсоле | Реџина Рич          |
| Џонатан Хајд      | Херберт Кедбери     |
| Мајк Макшејн      | професор Кинбин     |
| Челси Рос         | Фергусон            |
| Маријанђела Пино  | Дајана Кошински     |
| Стефи Линеберг    | Глорија Кошински    |
| Мајкл Макароне    | Тони                |
| Џоел Робинсон     | Омар                |
| Џонатан Хиларио   | Пи-Ви               |
| Реџи Џексон       | себе                |
| Мет Декаро        | Дејв Волтер         |
| Клаудија Шифер    | себе                |
| Бен Стајн         | наставник екононије |
| Шон А. Тејт       | Ренолдс             |
| Џоел Еленгарт     | Елисворт            |
| Џастин Заремби    | Реџиналд            |

## Наставак
Богати Ричи 2: Божићна жеља је direct-to-video наставак из 1998. године, у ком насловну улогу глуми Дејвид Галагер.